# Standfussiana carriei
Standfussiana carriei là một loài bướm đêm trong họ Noctuidae.